# Donat Chiasson
Pour les articles homonymes, voir Chiasson.
Donat Chiasson, né à Paquetville le 2 janvier 1930 et mort à Collette, au Nouveau-Brunswick, le 8 octobre 2003, est un prêtre canadien, troisième archevêque de Moncton.

## Biographie
Quatrième d’une famille de six enfants, Donat Chiasson est ordonné prêtre le 6 mai 1956 après des études à l’université Saint-Joseph puis au grand séminaire de Halifax. Curé à Petit-Rocher, il succède en 1972 à Norbert Robichaud comme archevêque de Moncton.
L’épiscopat de Mgr Chiasson a été marqué par les défis de la mise en œuvre des directives du concile Vatican II et de la baisse des vocations sacerdotales.
En octobre 2003, Mgr Chiasson, âgé de 73 ans, meurt d’un accident de la route survenu à Collette au Nouveau-Brunswick.
En 1986, l’université de Moncton décernait à Mgr Chiasson un doctorat honorifique en sciences religieuses.